# Gianni De Magistris
Gianni De Magistris (Firenze, 3 dicembre 1950) è un ex nuotatore, ex pallanuotista e allenatore di pallanuoto italiano, vincitore di una medaglia d'argento all'Olimpiade di Montréal 1976.

## Biografia
Ha militato per quasi tutta la sua carriera agonistica di club nelle file della Rari Nantes Florentia, squadra con la quale ha vinto lo scudetto nel 1976 (anno in cui ha trionfato anche in Coppa Italia) e nel 1980  da Allenatore - Giocatore , oltre ad essere stato una volta vicecampione d'Italia. Ha giocato solo tre stagioni lontano da Firenze, nel 1974 con le Fiamme Oro, per adempiere agli obblighi di leva, e nelle sue ultime due apparizioni da giocatore nel campionato italiano, con la Rari Nantes Bologna nel 1985-86 e l'annata successiva con la Rari Nantes Camogli. È stato uno dei più prolifici goleador di tutti i tempi, vincendo la classifica dei marcatori di serie A in ben sedici edizioni del campionato, dal 1969 al 1985, interrompendo questa striscia solo nel 1974, poiché le Fiamme Oro militavano nel campionato cadetto, e quindi quell'anno dovette "accontentarsi" di vincere la classifica marcatori della serie B.
In nazionale ha disputato 388 partite ed ha partecipato a cinque Olimpiadi, unico pallanuotista italiano a riuscire in questa impresa, conquistando la medaglia d'argento nell'edizione di Montréal 1976. Vanta inoltre tre presenze ai mondiali dove ha conquistato la medaglia di bronzo a Calì nel 1975 ed il titolo iridato nella successiva rassegna di Berlino Ovest del 1978. Sempre con il settebello ha conseguito inoltre una medaglia di bronzo sia agli europei di Jönköping 1977 che nella Coppa del Mondo di Malibù 1983.
Terminata la carriera di giocatore è diventato allenatore prima della squadra maschile della Rari Nantes Florentia e successivamente della compagine femminile della Fiorentina Waterpolo, con la quale nella stagione 2006-07 ha ottenuto la vittoria nel Campionato italiano, nella Coppa dei Campioni e nella Supercoppa Europea. Nel 2015 è stato inserito nella Walk of Fame del Coni. Nel 2017 con la R.N. Florentia, al termine dei play-off, ha ottenuto la promozione in A1.

## Vita privata
È il padre di Mila, pallanuotista e di Guia insegnante di yoga. 
È grande tifoso della ACF Fiorentina.

## Palmarès

### Pallanuoto

#### Giocatore

##### Club
- Campionato italiano: 2

R.N. Florentia: 1976, 1980
- Coppe Italia: 1

R.N. Florentia: 1976

##### Nazionale
- Argento olimpico: 1

Italia: Montréal 1976
- Oro ai campionati mondiali: 1

Italia: Berlino Ovest 1978
- Bronzo ai campionati mondiali: 1

Italia: Calì 1975
- Bronzo nella Coppa del Mondo: 1

Italia: Malibù 1983
- Bronzo ai campionati europei: 1

Italia: Jönköping 1977

#### Allenatore

##### Club
- Campionato italiano: 1

Fiorentina: 2006-07
- LEN Champions Cup: 1

Fiorentina: 2006-07
- Supercoppa LEN: 1

Fiorentina: 2007

### Nuoto

#### Campionati italiani
1 titolo italiano individuale e 2 in staffette, così ripartiti:
- 1 nei 1500 m stile libero
- 2 nella staffetta 4 × 200 m stile libero

## Riconoscimenti
- Nel dicembre 2015, una targa con il nome di De Magistris è stata inserita nel percorso Walk of Fame dello sport italiano inaugurato il maggio precedente al parco olimpico del Foro Italico a Roma, riservato agli sportivi italiani che si sono distinti per i risultati ottenuti in campo internazionale.[4]